# Antoni Jówko
Antoni Jówko (ur. 14 marca 1947 w Białej Podlaskiej) – polski chemik, nauczyciel akademicki, profesor nauk chemicznych, rektor Akademii Podlaskiej i Uniwersytetu Przyrodniczo-Humanistycznego w Siedlcach.

## Życiorys
W 1970 ukończył studia na Wydziale Matematyczno-Fizyczno-Chemicznym Uniwersytetu Marii Curie-Skłodowskiej w Lublinie. W 1976 uzyskał stopień naukowy doktora na Wydziale Chemii Uniwersytetu Warszawskiego. Habilitował się w 1984 na Politechnice Łódzkiej. W 2004 otrzymał tytuł naukowy profesora.
Od 1970 związany zawodowo z Wyższą Szkołą Nauczycielską w Siedlcach, przekształcaną kolejno w Wyższą Szkołę Pedagogiczną (1974), Wyższą Szkołę Rolniczo-Pedagogiczną (1977), Akademię Podlaską (1999) i Uniwersytet Przyrodniczo-Humanistyczny (2010). W latach 1987–1990, 1999–2000 i 2005–2008 zajmował stanowisko prorektora ds. nauki. Od 1994 do 1999 pełnił funkcję dziekana Wydziału Chemiczno-Matematycznego. W latach 2000–2005 był rektorem Akademii Podlaskiej. Stanowisko rektora siedleckiej uczelni zajmował także w kadencji 2008–2012.
W pracy naukowej specjalizował się w chemii fizycznej i chemii radiacyjnej. Był członkiem Komitetu Chemii Polskiej Akademii Nauk. Odbywał staże naukowe na uczelniach w Sztokholmie, Calgary i Moskwie.